# قارضی (خوشاب)
قارزی، روستایی از توابع بخش مرکزی شهرستان خوشاب در استان خراسان رضوی ایران است.

## جمعیت
این روستا در دهستان طبس قرار دارد و براساس سرشماری مرکز آمار ایران در سال ۱۳۸۵، جمعیت آن زیر سه خانوار بوده‌است.